# Ангра-Майнью
А́нгра-Ма́йнью (А́нхра-Ма́йнью, Ангро-Майнью; пехл. 𐭠𐭧𐭫𐭬𐭭𐭩 — Ахрима́н; согд. Šmnu Шимну; др.-греч. Αριμαν — Арима́н; др.-перс. Ahriya mainyus, авест. 𐬀𐬢𐬭𐬀⸱𐬨𐬀𐬌𐬥𐬌𐬌𐬎 Aŋra Mainiiu  — «злой дух») — олицетворение зла в зороастризме; бог тьмы и олицетворение всего дурного, первоисточник зла, противник Ормузда (Ахура Мазды).
В древнеперсидских клинописных текстах носит эпитет duwaista, то есть «ненавистный». Ахриман не обладает самостоятельной творческой силой, как его противник, добрый бог Ормузд (Ахура Мазда), но во всякое чистое и доброе творение Ормузда он может заронить зерно зла. Поэтому он является источником вредных сил природы, болезней, неурожая, творцом ядовитых растений, хищных зверей; к нему вообще сводятся все физические и моральные бедствия. Ему покорны все даевы (дэвы), то есть духи зла, он властелин смерти и мрака и представляется, таким образом, противовесом и вечным врагом Ормузда и его блаженного царства света. Когда наконец Аушедар, Аушедар-Мах и Саошьянт (авест. 𐬯𐬀𐬊𐬳𐬌𐬌𐬀𐬧𐬝 saoš́iiaṇt̰), явившись свету в определённом промежутке времени, победят Ахримана и уничтожат сонмища его демонов, тогда утвердится безраздельное господство Ормузда над всем миром («Зенд-и Вохуман яшт»).

## Описание в Авесте
В самой ранней части «Авесты» — «Гатах» — прообраз Ахримана можно усмотреть в Ака Мана, в других книгах «Авесты» — в Ангро-Майнью. Ахриман противопоставляется Ахура-Мазде: Ахура-Мазда создаёт 16 стран добра, Ахриман — 16 стран зла; в противовес чистым «ахурийским» животным Ахриман создаёт змей, драконов и прочую нечисть; Ахура-Мазда ниспосылает своего пророка Заратуштру, Ахриман пытается искусить или убить его, но безуспешно. В «Ясне», другой книге Авесты, содержатся благие пожелания творениям Ахура-Мазды, тут же — проклятия Ахримана. Ахриман порождает всесильное божество лжи Заххаку «против вещественного мира, на гибель праведности миров» («Младшая ясна» 9). Ахриман искушает благих людей, и иногда ему это удаётся, как, например, со справедливым царём Джамшидом (в «Авесте» — Йима), которому Ахриман вселил гордыню, и тот возомнил себя богом, за что был наказан («Шахнаме»).

## Противостояние
Противостояние Ахура-Мазды и Ахримана восходит к представлениям об извечной вселенской борьбе добра и зла. Их отражением является зороастрийское учение о 4 мировых циклах, каждый длительностью 3000 лет, то есть всего 12000 лет. На протяжении этих циклов происходит борьба Ахура-Мазды против Ахримана. Она заканчивается разгромом Ахримана, очищением мира в расплавленном металле от скверны и наступлением эры вечного блаженства. В борьбе против Ахримана Ахура-Мазде помогает человек. Так, мифический иранский царь Тахмурас даже одолел Ахримана и стал разъезжать на нём верхом.

## Отражение в культуре
- Ариман (Ахриман) действует в персидском эпосе «Шахнаме».
- Аримана (Аҳраман) побеждает китайский царевич Фархад из поэмы Алишера Навои[8]
- В драматической поэме Байрона «Манфред» Ариман является одним из действующих лиц.
- В романе М. А. Булгакова «Мастер и Маргарита» фамилию Ариман носит один из критиков, участвовавших в травле Мастера в печати.
- Роберт Говард и его последователи неоднократно упоминают Аримана как демона (например, в повести «Час дракона»).
- Философ и фантаст Иван Ефремов использовал термин «Стрела Аримана» для характеристики негативных черт исторического прогресса.
- В романе А. Бердника «Звёздный корсар» Ариман — верховный правитель звёздной системы, создавшей наш трёхмерный мир с целью питаться его энергией.
- Противостояние Аримана и Ормузда отражено в повести "Джан" Андрея Платонова
- «Проклятие Аримана» — фантастическая тетралогия Евгения Малинина.
- В романах Леонида Кудрявцева «Чёрная стена» и «Клятва крысиного короля» Ангро-майнью — властелин 25 миров. Ему служат дэвы. Его сосед Ахумураздза владеет 15 мирами. Оба персонажа часто строят друг другу козни.
- В романе Роджера Желязны «Маска Локи» упоминается эликсир вечной молодости под названием «слезы Аримана». Создатель эликсира, главный антагонист книги Хасан утверждал, что эликсир является алхимической копией тех самых слёз, что пролил Ангра Майнью, когда узрел Мир, творение Агуры Мазды, и осознал, что ему никогда не удастся завладеть им.
- В романе Филиппа К. Дика «Марионетки мироздания» Ариман и Ормузд сошлись в очередном поединке на территории США, в городке Миллгейт.
- В дилогии ужасов Сергея Кириенко «Гулы» Ахриман является создателем гулов, в противовес людям, — творениям Ормазда.
- Во вселенной Warhammer 40000 имя Ариман носит главный библиарий легиона космического десанта «Тысяча Сынов». Его брат-близнец Ормузд (отсылка к той же мифологии) был рекрутирован в легион вместе с Ариманом. Оба были выходцами из королевского рода, рекрутами с Терры. Ормузд пал жертвой дефекта геносемени, известном как Перерождение Плоти, поглотившим значительную часть легиона. Впоследствии Ормузд погиб, а Ариман выжил и стал одним из самых приближённых воинов примарха Магнуса Красного.
- Ахриман является главным антагонистом в игре Prince of Persia 2008.
- Ангра-Майнью упоминается во 2-м сезоне 11-й серии аниме Fate/Zero.
- Ангра-Майнью (Авенджер) является персонажам новеллы Fate/hollow ataraxia в качестве Слуги Базетт Фраги МакРемитц.
- Ангра-Майнью (Авенджер) — один из Слуг, которого может призвать главный герой в мобильной игре Fate/Grand Order.
- Ангра-Майнью является главным антагонистом видеоигры Blade of Darkness.
- Ахриман упоминается в компьютерной игре Serious Sam 3: BFE как вассал главного антагониста серии Ментала и повелитель мира теней, подчинивший своей власти падших ведьм-невест[9]. В четвёртой игре же Ахриман появляется лично и по сюжету погибает от рук героев.
- Ангра-Манью является одним из боссов дополнения для Final Fantasy XVI «Echoes of the Fallen».
- Ангра-Майнью (в некоторых играх франшизы действует под именем Ахриман) является одним из демонов, встречаемых игроком в играх франшизы Megami Tensei.
- Ариман был упомянут в романе Чака Паланика «Проклятье».
- В настольной ролевой игре Vampire: the Masquerade, имеется родословная клана Гангрел, носящая название Ангра-Майнью. В оригинале Ahrimanes.
- Ритм-гитарист и основатель группы Dark Funeral Mickael Svanberg выступает под псевдонимом "Lord Ahriman". Композиция № 5 с альбома «Where Shadows Forever Reign» носит название «Temple Of Ahriman» («Храм Аримана»).